# God of War II
God of War II é um jogo eletrônico de ação-aventura e hack and slash desenvolvido pela Santa Monica Studio e publicado pela Sony Computer Entertainment (SCE). Lançado pela primeira vez em 13 de março de 2007 para PlayStation 2, é o segundo jogo da franquia God of War e o sexto em ordem cronológica, sendo a continuação de God of War (2005). O jogo é vagamente baseado na mitologia grega e ambientado na Grécia Antiga, com a vingança sendo o tema central. O personagem do jogador é o protagonista Kratos, o novo deus da guerra que tomou o lugar de Ares depois de ter o matado. Kratos é traído por Zeus, o rei dos deuses do Olimpo, que tira dele sua divindade e o mata. Lentamente arrastado para o submundo, ele é salvo pela titã Gaia, que o instrui a encontrar as Irmãs do Destino, pois elas possuem o poder para fazer Kratos voltar no tempo, impedir a traição de Zeus e consequentemente sua morte.
A jogabilidade é muito semelhante ao título anterior, centrando-se no combate baseado em combos, conseguido através da arma principal do jogador — as Lâminas de Atena (Athena's Blades, no original) — e armas secundárias adquiridas ao longo do jogo. Ele apresenta quick time events que exigem que o jogador pressione os botões de ação do controle em uma sequência cronometrada para derrotar inimigos e chefes mais fortes. O jogador pode usar até quatro ataques mágicos e uma habilidade de aprimoramento de poder como opções alternativas de combate. O jogo também apresenta quebra-cabeças e elementos de plataforma. Além de sua jogabilidade muito semelhante, God of War II apresenta quebra-cabeças aprimorados e quatro vezes mais chefes do que o original.
God of War II foi aclamado como um dos melhores jogos de ação para o PlayStation 2, e foi o Jogo de PlayStation do Ano no Golden Joystick Awards 2007. Em 2009, a IGN listou-o como o segundo melhor jogo de PlayStation 2 de todos os tempos, e tanto a IGN como a GameSpot o consideram como a "canção do cisne" da era do PlayStation 2. Em 2012, a revista Complex nomeou God of War II como o melhor jogo de PlayStation 2 de todos os tempos. Foi o jogo mais vendido no Reino Unido durante a semana do seu lançamento e vendeu 4,24 milhões de cópias em todo o mundo, tornando-se o décimo quarto jogo mais vendido do PlayStation 2 de todos os tempos. God of War II, juntamente com God of War (2005), foram remasterizados e lançados em 17 de novembro de 2009 como parte de God of War Collection para PlayStation 3. A versão remasterizada foi relançada em 28 de agosto de 2012 como parte de God of War Saga, também para PlayStation 3. Uma romantização do jogo foi publicada em fevereiro de 2013 e sua sequência, God of War III, foi lançada em março de 2010 para PlayStation 3.

## Jogabilidade
God of War II é um jogo eletrônico de ação e aventura com elementos hack and slash. É um jogo para um jogador em terceira pessoa visualizado a partir de uma perspectiva de câmera fixa. O jogador controla o personagem Kratos em combates baseados em combos, plataformas e elementos de quebra-cabeça e batalhas contra inimigos que derivam principalmente da mitologia grega, incluindo harpias, minotauros, górgonas, grifos, ciclopes, cérberos, sirenes, sátiros e ninfas. Outros monstros foram criados especificamente para o jogo, incluindo legionários mortos-vivos, corvos, bárbaros mortos-vivos, lordes raivosos, javalis selvagens e o exército dos Destinos, incluindo sentinelas, guardiões e altos sacerdotes. Muitos dos ataques em combos usados em God of War reaparecem, apresentando mais do que o dobro de lutas contra chefes e quebra-cabeças mais difíceis que o original. Elementos de plataforma exigem que o jogador suba em paredes e escadas, salte através de abismos, balance em cordas e equilibre através de vigas para avançar por seções do jogo. Alguns quebra-cabeças são simples, como mover uma caixa para que o jogador possa usá-la como um ponto de partida para acessar uma rota inacessível com saltos normais, enquanto outros são mais complexos, como encontrar vários itens em diferentes áreas do jogo para destravar uma porta.
Em todo o mundo do jogo, o jogador encontra baús de cores verde, azul, vermelho e dourado, e cada baú contém orbs de determinada cor correspondente. Orbs verdes reabastecem a saúde do jogador, orbs azuis reenchem a magia permitindo mais uso, e orbs vermelhos fornecem experiência para melhorar armas e magia — permitindo novos e mais poderosos ataques. Orbs vermelhos também são coletados matando inimigos e destruindo certos objetos inanimados. Orbs dourados servem para reabastecer a Ira dos Titãs (Rage of the Titans), uma habilidade que o jogador desbloqueia durante a jogatina. Várias urnas também estão escondidas no jogo (por exemplo, a Urna de Gaia) que, após a conclusão do modo de desafio, desbloqueia habilidades especiais (por exemplo, magia ilimitada) para uso durante o jogo bônus.

### Combate

Kratos durante um combate. O HUD no canto superior esquerdo mostra os medidores de saúde (verde) e magia (azul) do jogador. O ponto vermelho com um número indica a quantidade de orbs vermelhos coletados. O símbolo no canto inferior direito indica o Rage of the Titans.

A principal arma de Kratos é um par de lâminas presas a correntes que estão enroladas nos pulsos e antebraços do personagem. Chamadas de Lâminas de Atena neste jogo, elas podem ser ofensivamente usadas em várias manobras. Conforme o jogo avança, Kratos adquire novas armas — o Martelo do Bárbaro, a Lança do Destino e, periodicamente, a Lâmina do Olimpo (Barbarian Hammer, Spear of Destiny e Blade of Olympus, respectivamente) — oferecendo opções alternativas de combate. Embora Kratos comece o jogo com as Lâminas de Atena e com a magia Ira de Poseidon (Poseidon's Rage; ambos com poder máximo), o poder das lâminas é reduzido e a magia abandonada após um encontro com Zeus (a Fúria de Poseidon pode ser recuperada com uma certa urna). Como nos jogos anteriores, Kratos aprende a usar até quatro habilidades mágicas, como o Arco de Tifão (Typhon's Bane), que atua como um arco e flecha para alvos distantes, dando a ele uma variedade de maneiras de atacar e matar inimigos. Outras novas habilidades mágicas incluem a Fúria de Cronos (Cronos' Rage), Cabeça de Euríale (Euryale's Head) e o Tremor de Atlas (Atlas' Quake). A habilidade especial Ira dos Deuses, apresentada no jogo anterior, é substituída pela Ira dos Titãs; ao contrário do jogo anterior, o medidor de raiva — que permite o uso da habilidade — não precisa estar cheio para usar a habilidade e pode ser ligado e desligado à vontade.
Kratos retém o Tridente de Poseidon que ele obteve no jogo anterior e ganha novas relíquias; o Amuleto das Irmãs (Amulet of the Fates), o Velo de Ouro (Golden Fleece) e os Asas de Ícaro (Icarus' Wings), cada um sendo obrigado a avançar por certas etapas do jogo. Por exemplo, o Amuleto das Irmãs faz com que o tempo passe de maneira mais devagar e permite a solução de quebra-cabeças que não poderiam ser finalizados com o andamento normal do tempo. O Amuleto das Irmãs tem uso ilimitado antes de precisar ser recarregado (o que ocorre automaticamente e é representado por um medidor laranja que fica embaixo do medidor de magia). O Velo de Ouro desvia projéteis inimigos de volta para eles mesmos (usados para resolver certos quebra-cabeças). As Asas de Ícaro permitem que Kratos plane no ar, permitindo que atravesse grandes abismos que não podem ser cruzados com saltos normais.
O modo de desafio deste jogo chama-se Desafio dos Titãs (Challenge of the Titans) e exige que os jogadores completem uma série de tarefas específicas (por exemplo: matar todos os inimigos sem ser atacado). O jogador pode desbloquear trajes bônus para Kratos, vídeos de bastidores e arte conceitual dos personagens e ambientes, como recompensas, bem como o uso das habilidades encontradas nas urnas durante a primeira partida. A conclusão de cada nível de dificuldade libera recompensas adicionais, assim como a coleta de vinte olhos de ciclopes vencidos. Um novo modo, chamado Arena das Irmãs (Arena of the Fates), permite que os jogadores definam níveis de dificuldade e escolham seus próprios oponentes para melhorar suas habilidades.

## Enredo
Após Kratos se tornar o novo deus da guerra, passa a guiar os soldados de Esparta, liderando-os sobre várias batalhas e destruindo várias cidades. Antes de descer do Olimpo para ajudar seus guerreiros espartanos a destruir a cidade de Rodes, Kratos é avisado por Atena sobre as consequências de seus atos. Sem escutá-la, ele salta do Olimpo para Rodes e, ao chegar, uma águia retira parte do poder de Kratos e o deposita em uma estátua gigante (o Colosso de Rodes). Kratos, com muita raiva e acreditando ser Atena a responsável, vai em busca de derrotar o colosso para provar para os deuses do Olimpo que ele merece ser um deus. Nisso, Zeus, num aparente gesto de generosidade, oferece a Kratos a arma que acabou com a Grande Guerra e derrotou os titãs, a Lâmina do Olimpo. Somente com ela, Kratos conseguiria derrotar o Colosso.

Kratos durante uma batalha com Colosso de Rodes

Ao conseguir a espada, ele sacrifica os restos de seus poderes divinos deixando-os na arma e lança um raio no peito do colosso, entrando pelo buraco e destruindo o Colosso por dentro. Ao ser derrotado pelo espartano, a mão do colosso cai em cima de Kratos enquanto o mesmo questionava os deuses se eles precisavam de maior prova que aquilo, quebrando sua armadura. Muito fraco, ele percebe que, ao depositar o que restava de seus poderes divinos na arma sagrada, havia se tornado um mortal novamente.
Kratos, então é surpreendido por Zeus, que revela que foi ele quem retirou os poderes do espartano e os depositou no colosso, para impedir uma possível traição pela parte de Kratos (Zeus temia que Kratos tomasse seu lugar como líder do Olimpo) e o mata com a Lâmina do Olimpo, dizendo que o ciclo terminaria ali. Após Zeus ir embora com a espada, mãos infernais do Hades levam o corpo de Kratos para as profundezas do submundo. O agora mortal Kratos, sendo transportado para o Hades, começa a ter alucinações, de várias pessoas dizendo para ele resistir. A voz misteriosa pertence a Gaia, que diz a Kratos para se vingar dos deuses por terem traído-o, e diz que mostrará a ele o caminho para as Irmãs do Destino e que com o poder delas ele derrotaria Zeus.
Gaia cura Kratos, que sobe de volta para onde Zeus o matara e, pronto para seguir, com o apoio dos titãs, o caminho de seu destino "a bordo" de Pégaso, o cavalo alado. Kratos monta no Pégaso e voa em direção ao templo das Irmãs do Destino. Na metade do caminho, Kratos é derrubado por um inimigo que voava em um grifo. Kratos recupera o equilíbrio e voa para dentro de uma caverna, a caverna de Tifão, titã dos ventos (na mitologia grega, Tifão era um dos gigantes, não um titã). Em uma das mãos de Tifão, estava acorrentado Prometeu, imortal condenado a ser consumido todos os dias por um pássaro por ter roubado o fogo do Olimpo e dado aos mortais.
Prometeu pede a Kratos que o livre de seu tormento, mas ao tentar arrebentar as correntes, Prometeu fica pendurado pelo pescoço sobre o fogo do Olimpo. Kratos vai em busca de Tifão que diz não querer ajudá-lo, mas mesmo assim Kratos pula no olho de Tifão e arranca um arco mágico, o Arco de Tifão. Então ele usa o arco para arrebentar a corrente que segurava Prometeu, que cai no fogo do Olimpo e finalmente morre. As cinzas de Prometeu dão a Kratos um novo poder, a Ira dos Titãs. Kratos salva o Pégaso e voa novamente em direção ao templo das Irmãs do Destino.
Mas não só Kratos desejava ver as Irmãs. Antes do espartano chegar ao templo, ele pousa na Ilha da Criação, e lá o espartano encontra Teseu, o guardião dos Corcéis do Tempo (Steeds of Time), que zomba do motivo de Kratos estar ali, mas o espartano opta por matá-lo. No caminho para o Templo de Euríale, por onde precisava passar para prosseguir a jornada, encontra o próprio Rei Bárbaro, que explica que consegui mudar seu destino através das Irmãs e confronta Kratos, mas este o mata e fica com seu martelo.
Um pouco a frente em sua jornada, o espartano encontra Jasão, o líder dos argonautas, que possuía o Velo de Ouro, sendo atacado por um cérbero com pele de prata. Um aliado de Jasão diz que o velo é a chave para o Templo de Euríale, então Kratos mata o Cérbero e retira o objeto de dentro do estômago da criatura. Também, em sua jornada, Kratos encontra Perseu, que acredita que a aparição de Kratos é um teste das Irmãs do Destino e o ataca, mas acaba morto. Também Ícaro, que na tentativa de detê-lo, se joga com Kratos em um abismo que os leva para o Tártaro. Porém o que ocorre é que Ícaro acaba perdendo suas asas para Kratos, que estabiliza-se a ponto de evitar a morte, mas acaba por se reencontrar com Atlas, a quem castigara no tormento de carregar o mundo em suas costas. Porém, agora Kratos estava com Gaia e os titãs, e Atlas logo se lembra da poderosa arma que Zeus usou para vencê-los, por isso leva Kratos de volta à superfície e o ajuda cedendo-lhe o Tremor de Atlas, uma magia mortal capaz de causar terremotos devastadores, matando facilmente seus inimigos. Depois de progredir um pouco em sua jornada, alcançando o Palácio das Irmãs (Palace of the Fates), Kratos encontra um soldado que ordenou que retornasse para Esparta quando ainda em Rodes, e descobre que Esparta fora destruída por Zeus e por isso perde as esperanças, acreditando que jamais venceria Zeus. Porém, motivado por Gaia, e com a Ira dos Titãs aprimorada derrota o Kraken, que surgiu após ele ressuscitar a Fênix, segue seu caminho e enfim encontra as Irmãs do Destino, e mata uma a uma. Primeiramente, surge de seu trono Láquesis, arrogante, garante que Kratos não conseguirá alterar seu destino. Após um primeiro confronto, surge Átropos, a segunda irmã, que leva o herói ao final do primeiro jogo, quando Kratos esta prestes a usar a Lâmina dos Deuses para derrotar Ares. Em uma tentativa de destruir a espada, e assim acabar com a última chance de Kratos destruir o deus da guerra, Átropos é facilmente derrotada, e o mesmo acontece com sua irmã Láquesis.
Depois de acabar com as duas primeiras irmãs, Kratos se depara com a terceira: Um monstro disforme com muitos seios e braços mortais. Dela, o espartano ganha um aviso: se ele persistisse com suas ações, destruiria todo o existente. Kratos não dá ouvidos a Cloto (nome da terceira irmã) e acaba por eliminá-la também. Ao acabar com as três Irmãs do Destino, Kratos passa a ter poder sobre si mesmo, possibilitando que ele volte ao exato momento em que Zeus o matou para tomar-lhe a Lâmina do Olimpo e iniciar um confronto mortal: o rei dos deuses fora desafiado. Após muito lutar, Zeus lança uma tempestade de raios sobre Kratos, que finge entregar-se, mas aproveitando-se de um descuido do deus, contra golpeia brutalmente com o Velo de Ouro e prepara-se para desferir o golpe final com a sagrada espada.
Nesse momento surge Atena, que para proteger seu pai lança-se entre ele e Kratos, que não pôde desviar a tempo e empala Atena com a espada e assim mata mais uma divindade. Zeus, enfraquecido, foge e volta para o Olimpo, para organizar os outros deuses para a guerra contra Kratos. Antes de morrer, Atena explica que fez aquilo pois se Zeus caísse, também todo o Olimpo cairia. Também revela que o pai que Kratos nunca conhecera era Zeus e que este temia que, assim como fizera com Cronos, Kratos tomasse seu lugar no Monte Olimpo. Sua frase final é: "Deus atrás de deus irá lhe negar, Kratos. Eles irão proteger Zeus. Zeus deve viver, para que o Olimpo prevaleça". Kratos então diz: "Se todos no Olimpo vão negar a minha vingança, então todos no Olimpo vão morrer. Eu vivi na sombra dos deuses por muito tempo! A era dos deuses chegou ao fim!". E furioso por ter matado a única divindade pela qual nutria algum carinho e em posse da arma mais poderosa do universo, Kratos volta mais uma vez no tempo, até a Grande Guerra, e conversa com Gaia dizendo a ela que Zeus é fraco, Ares e Atena estão mortos e que ele possui a espada, e diz que eles podem ganhar esta guerra mas não neste tempo, levando Gaia e todos os titãs para o futuro.
Kratos parte com os Titãs rumo ao Olimpo para pôr fim a era dos deuses. Enquanto isso, Zeus, depois de ter fugido da luta com Kratos, vai para o Monte Olimpo e chama alguns deuses (Poseidon, Hades, Hélio e Hermes) para uma reunião, dizendo que eles tem que esquecer suas desavenças insignificantes e se unir, para que Zeus extermine "esta praga" e faça o Olimpo prevalecer. No momento da reunião, o Monte Olimpo começa a tremer, e os deuses vão correndo para ver o que é, e quando olham vêem os titãs escalando a montanha, liderados por Kratos que, em cima de Gaia, empunha a Lâmina do Olimpo e diz: "Zeus, seu filho retornou! Eu trago a destruição do Olimpo!". Depois, a frase "The End Begins..." (O Fim Começa...) aparece na tela e o jogo acaba. God of War III traz este fim como o início do jogo, fazendo uma continuação direta.

## Lançamento
God of War II foi lançado na América do Norte em 13 de março de 2007, na Europa em 27 de abril e em 3 de maio na Austrália. Foi lançado no Japão em 25 de outubro pela Capcom, sob o título de God of War II: Shūen no Jokyoku (ゴッド・オブ・ウォーII 終焉への序曲). A versão norte-americana foi empacotada em um conjunto de dois discos. O primeiro disco continha o jogo, e o segundo disco foi dedicado ao desenvolvimento do jogo, incluindo um diário da produção do jogo. A versão PAL européia/australiana foi lançada em duas edições diferentes: uma edição padrão de disco único e uma edição especial de dois discos com diferentes artes de caixa e um DVD bônus. Em 6 de abril de 2008, tornou-se disponível na linha Greatest Hits da Sony. Após o lançamento, o jogo foi proibido nos Emirados Árabes Unidos devido a "uma cena de topless".
Após o seu lançamento, God of War II foi comercialmente bem sucedido em vários mercados. Na América do Norte, vendeu 833.209 cópias até o final de março de 2007, duas vezes mais cópias do que o próximo jogo mais vendido. Foi o jogo mais vendido no Reino Unido na primeira semana de lançamento. Ele vendeu mais de um milhão de cópias nos primeiros três meses após o lançamento, e em junho de 2012, a Sony informou que vendeu mais de 4,24 milhões de cópias em todo o mundo.
O jogo e seu antecessor, God of War, foram lançados na América do Norte em 17 de novembro, 2009, como parte do God of War Collection, com portes remasterizados de ambos os jogos para o PlayStation 3, com suporte à troféus e taxa de quadros por segundo melhorada. Ele se tornou disponível no Japão em 18 de março de 2010, na Austrália em 29 de abril e no Reino Unido em 30 de abril. O "God of War II Bonus Materials" — conteúdo incluído no segundo disco da versão original de PlayStation 2 na América do Norte — foi incluído na versão de varejo de Collection. God of War Collection foi lançado como um download digital na PlayStation Store em 2 de novembro de 2010, e foi o primeiro produto contendo um software de PlayStation 2 disponível via download. Os assinantes da PlayStation Plus podem fazer o download de uma avaliação de uma hora de cada jogo. Os materiais bônus, no entanto, não estão incluídos na versão de download digital. Uma versão para PlayStation Vita de God of War Collection foi lançada em 6 de maio de 2014. Em junho de 2012, God of War Collection vendeu mais de 2,4 milhões de cópias em todo o mundo. Em 28 de agosto de 2012, God of War Collection, God of War III e God of War: Origins Collection foram incluídos no God of War Saga sob a linha PlayStation Collections da Sony para o PlayStation 3 na América do Norte.

## Recepção
Considerado como um dos melhores jogos de PlayStation 2 e de ação de todos os tempos, God of War II recebeu aclamação da crítica, com pontuações agregadas de 92,79% no GameRankings e 93/100 no Metacritic, que descrevem sua pontuação como "aclamação universal". Ele foi elogiado por sua história e melhorias em relação ao seu antecessor, como jogabilidade e gráficos. Chris Roper, da IGN, disse que God of War II é "uma das experiências mais intensas e envolventes dos jogos disponíveis." Ele disse que "é praticamente desprovido" das pequenas falhas do original, citando um exemplo que os jogadores podem rapidamente escalar paredes, como poder deslizar verticalmente pelas paredes. Além de elogiar o gameplay, ele disse que é uma das experiências mais "polidas e refinadas... no jogo". Embora ele tenha dito que a mecânica de combate era praticamente idêntica ao original, ele não tinha reclamações, afirmando que é "por uma boa razão, como já era perfeito a primeira vez."
Kristan Reed, da Eurogamer, disse que "God of War II tem um dos designs mais satisfatórios que já vi." Ele disse que isso não iria sobrecarregar os jogadores e que os motiva a melhorar suas habilidades. Ele disse que a balança "sempre se sente bem" e que "a curva de aprendizado é a correta", acrescentando que os ataques mágicos são mais úteis do que os de God of War (2005). Ele também disse que a jogabilidade de God of War II, como o original, "encontra um meio-termo confortável" entre jogadores hardcore e casuais. Alex Navarro da GameSpot elogiou o ritmo do jogo e os projetos de quebra-cabeça, e disse que a "escala de alguns dos níveis é inacreditavelmente enorme." Ele também disse que a história é interessante porque é mais sobre o que acontece em torno de Kratos do que o que acontece com ele. Matt Leone da 1UP disse que o aspecto mais forte "é como ele se destaca tanto como uma história quanto como um jogo de ação", e é a história que "permite que o jogo se pareça com uma verdadeira sequela". Roper elogiou a escala dos níveis, bem como a variedade dos ambientes, em comparação com o título anterior, e disse que a direção de arte é "mais uma vez absolutamente notável".
Reed elogiou a quantidade de detalhes e disse que "em nenhum momento já vimos sequer uma dica de problemas de quedas no frame ou glitches em v-syncing". Ele também disse que jogar o jogo no PlayStation 3 aumenta o visual. Navarro disse que tanto o som quanto os gráficos eram "soberbos" e os gráficos técnicos são impressionantes para o PlayStation 2. A GameTrailers disse que, em termos visuais, "não há tantos jogos do PlayStation 2 na mesma liga que God of War II" . A GameZone disse que, apesar da questão do clipping, o jogo é "inacreditavelmente lindo".
Roper disse que havia alguns quebra-cabeças "que pareciam um pouco ásperos e cuja solução, de outra forma direta, sofria um pouco de uma implementação imperfeita". Ele também criticou a dificuldade de desbloquear partes do conteúdo bônus, como alguns requisitos são "penosamente difíceis para a maioria de todos". Reed, no entanto, disse que se os jogadores podem encontrar alguma falha, eles são baseados em "gosto pessoal", mas também afirmou que, independentemente do refinamento, "você nunca pode replicar o fator 'UAU' do original — mesmo que ele seja o melhor jogo." Navarro disse que às vezes, o combate é "excessivamente direto ... e ainda propenso a esmagar botões", e disse que foi "um pouco decepcionante" que não foi feito mais para o sistema de combate. Ele criticou o final do cliffhanger e disse que alguns dos desafios bônus "não são tão bons assim". A GameTrailers criticou algumas paredes invisíveis, afirmando que "há lugares que você deve poder ir e que você simplesmente não pode." Eles também citaram questões de inconsistência em relação à navegação. Leone disse que sua decepção "apenas real" é que ele não sentiu que o jogo estava evoluindo a série.

### Obra citada
- SCE Santa Monica Studio, ed. (2007). God of War (Manual de instrução). [S.l.]: Sony Computer Entertainment